# Ibn Hālawaih
Ibn Hālawaih (arabisch ابن خالويه; al-Ḥusain Ibn-Aḥmad Ibn-Ḫālawaih; * in Hamadan; † in Aleppo um 980) war ein arabischer Gelehrter.
Ibn Hālawaih kam 926 nach Bagdad. Er ist bekannt für seine Arbeiten zur Grammatik der arabischen Sprache und seine Koranexegese.

## Schriften
- Sammlung nichtkanonischer Koranlesarten (Muḫtaṣar fī šawāḏḏ al-Qurʾān min kitāb al-Badīʿ), hrsg. von Gotthelf Bergsträßer, Deutsche Morgenländische Gesellschaft, F. A. Brockhaus, Leipzig 1934. (= Bibliotheca Islamica, Bd. 7, in MENAdoc)